# Life Sciences (Zeitschrift)
Life Sciences, abgekürzt Life Sci., ist eine wissenschaftliche Zeitschrift, die vom Elsevier-Verlag veröffentlicht wird. Die erste Ausgabe erschien im Januar 1962. Derzeit erscheint die Zeitschrift wöchentlich. Es werden Artikel veröffentlicht, die sich mit den molekularen, zellulären und funktionalen Grundlagen der Therapie beschäftigen.
Der Impact Factor lag im Jahr 2014 bei 2,702. Nach der Statistik des ISI Web of Knowledge wird das Journal mit diesem Impact Factor in der Kategorie experimentelle und forschende Medizin an 53. Stelle von 123 Zeitschriften und in der Kategorie Pharmakologie und Pharmazie an 103. Stelle von 254 Zeitschriften geführt.
Chefherausgeber ist Loren E. Wold, The Research Institut at Nationwide Children’s Hospital, Columbus, Vereinigte Staaten von Amerika.